# Marina Bay Sands
Il Marina Bay Sands è un casinò resort di Singapore.

## Caratteristiche
Sviluppato dalla Las Vegas Sands e disegnato da Moshe Safdie, è ad oggi il terzo casinò al mondo per estensione dopo il Grand Lisboa di Macau e il Casino de Montréal. Sono offerti 500 tavoli da gioco, 1.600 slot machine e lotterie.
Il resort dispone di un hotel con 2.561 camere, un centro convegni, un centro commerciale, un museo di arte e scienza, due teatri, sette ristoranti, due padiglioni di cristallo galleggianti e una pista di pattinaggio. 
Il complesso è sormontato da una piattaforma sospesa a forma di nave denominata "SkyPark", di 340 metri, dove vi sono giardini pensili, piscine idromassaggio, centri benessere bar e ristoranti con una capacità di 3.900 persone e, all'altezza di 200 m, vi è una piscina "a sfioro" lunga 150 m.

## Storia
Il resort è stato ufficialmente inaugurato con due giorni di festa il 23 giugno 2010, alle ore 15:18, dopo un'apertura parziale il 27 aprile 2010. Lo SkyPark ha aperto il giorno dopo, il 24 giugno 2010.
I teatri sono stati completati in tempo per la prima esecuzione di Riverdance il 30 novembre 2010. L'inaugurazione del Marina Bay Sands si è tenuta il 17 febbraio 2011 e, il 3 marzo 2011, ha debuttato il musical The Lion King.
Ad aprile 2022 è stato annunciato un piano di espansione del Marina Bay Sands, in cui è  prevista la costruzione di una quarta torre entro il 2028, per un costo stimato di 4,5 miliardi di dollari di Singapore (circa 3,38 miliardi di euro). La torre conterrà 1.000 camere di hotel e una sala concerti di 15.000 posti.

## Galleria d'immagini

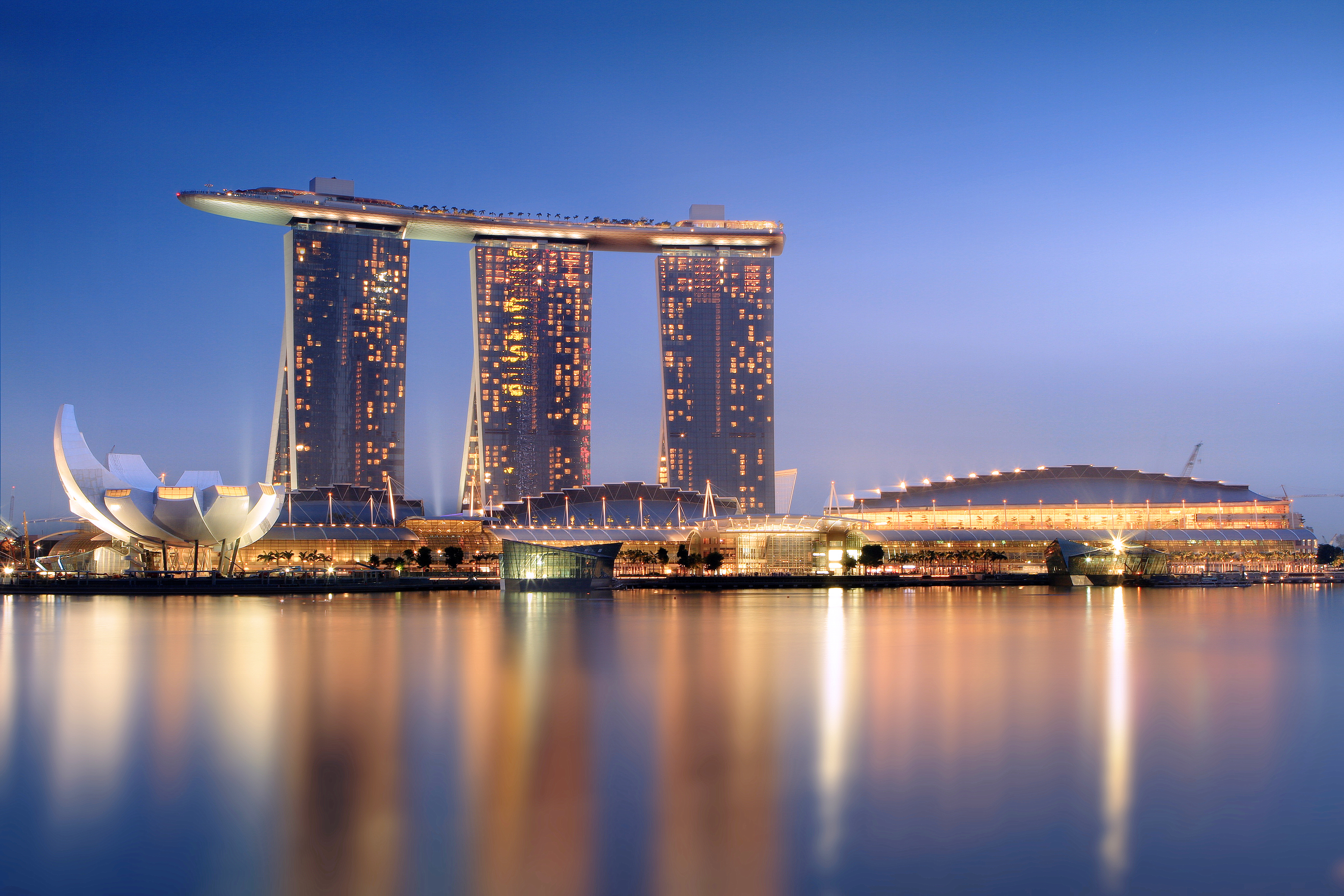
Veduta del Marina Bay Sands con i tre grattacieli sormontati dallo SkyPark.
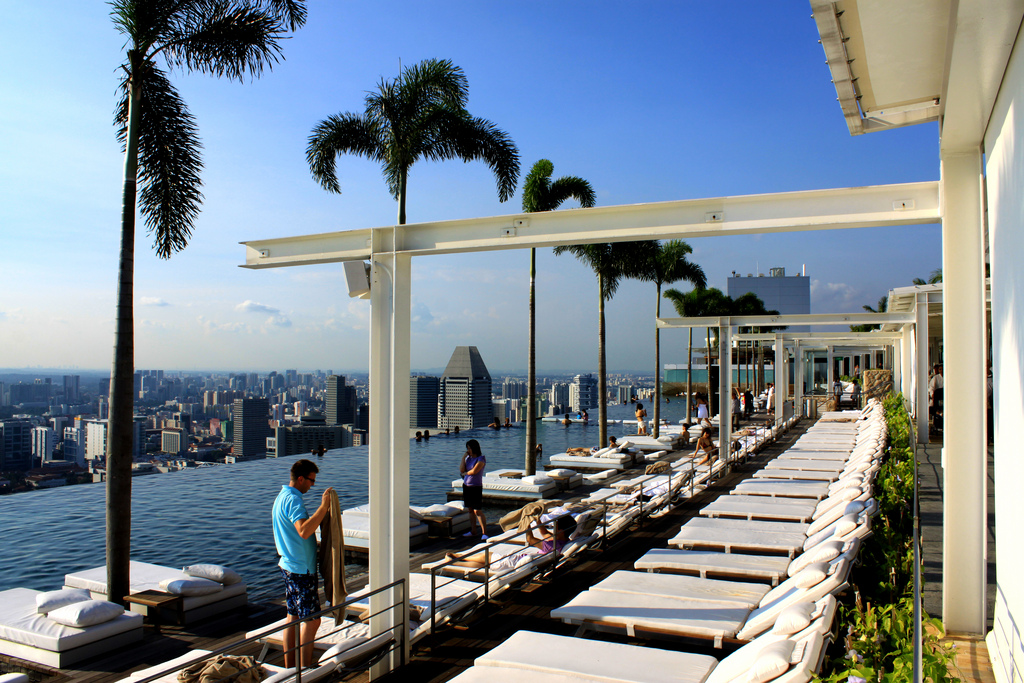
La piscina a sfioro.
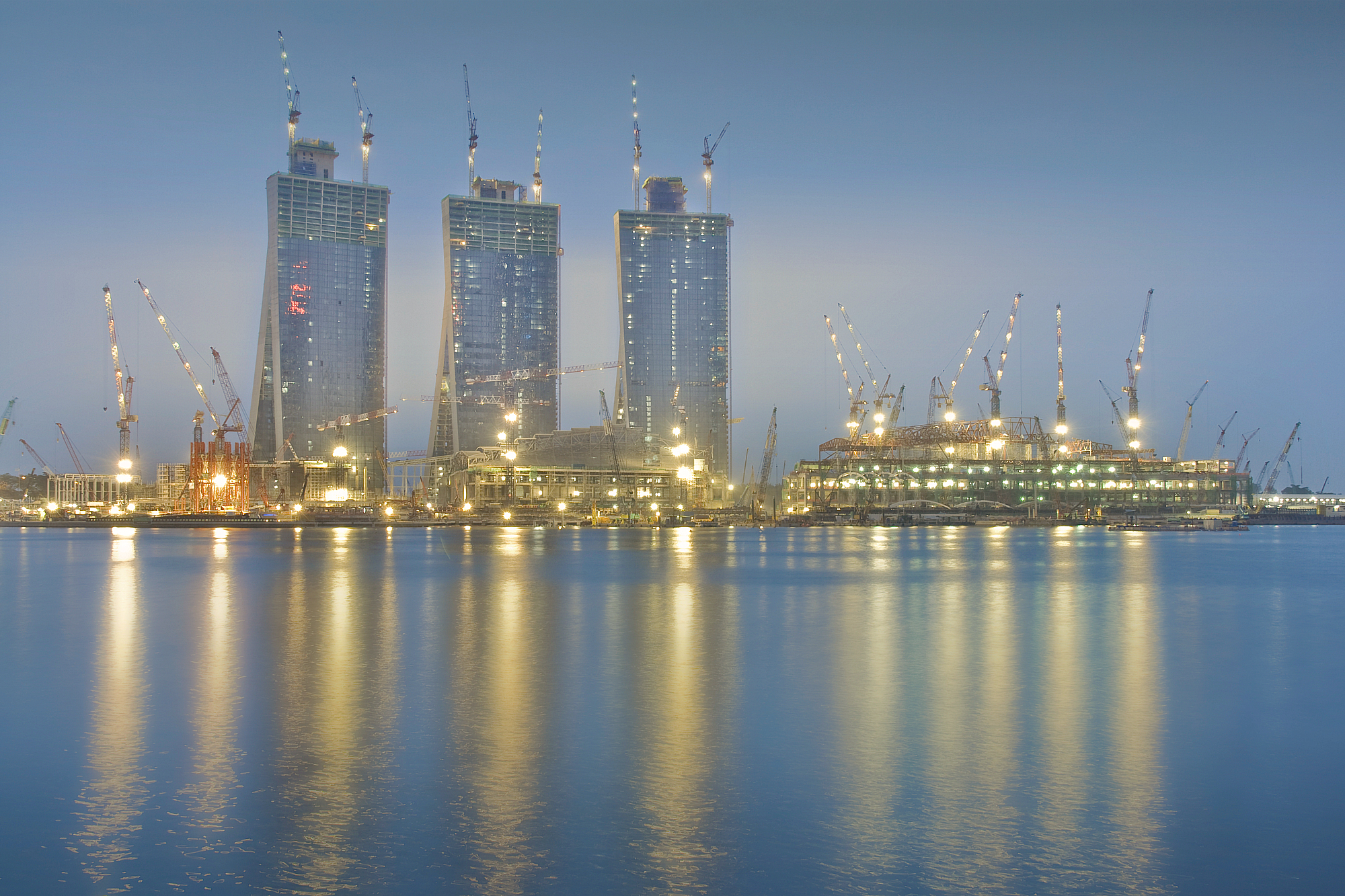
Il complesso durante la costruzione, nel 2009.
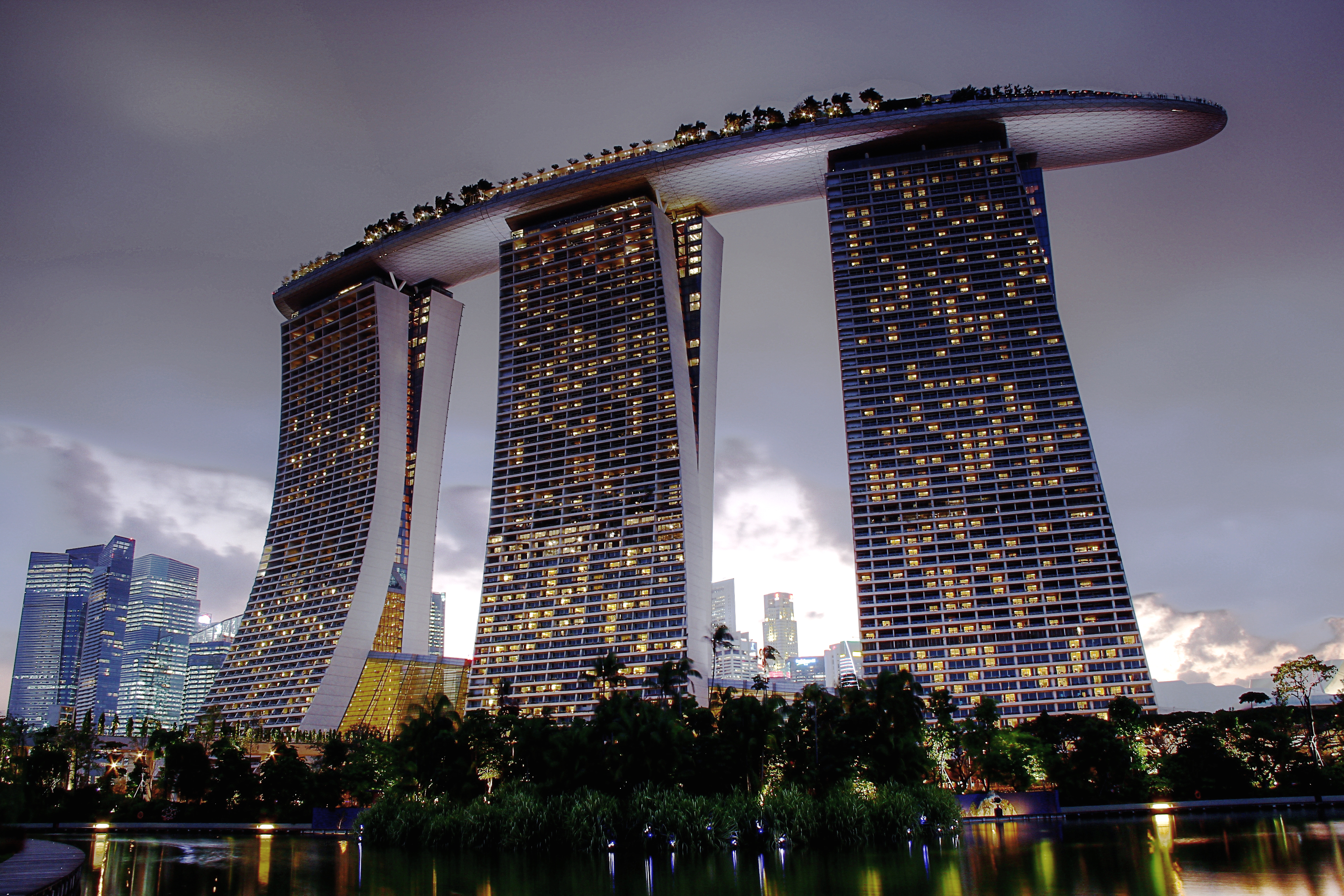
Il complesso visto dal fiume.
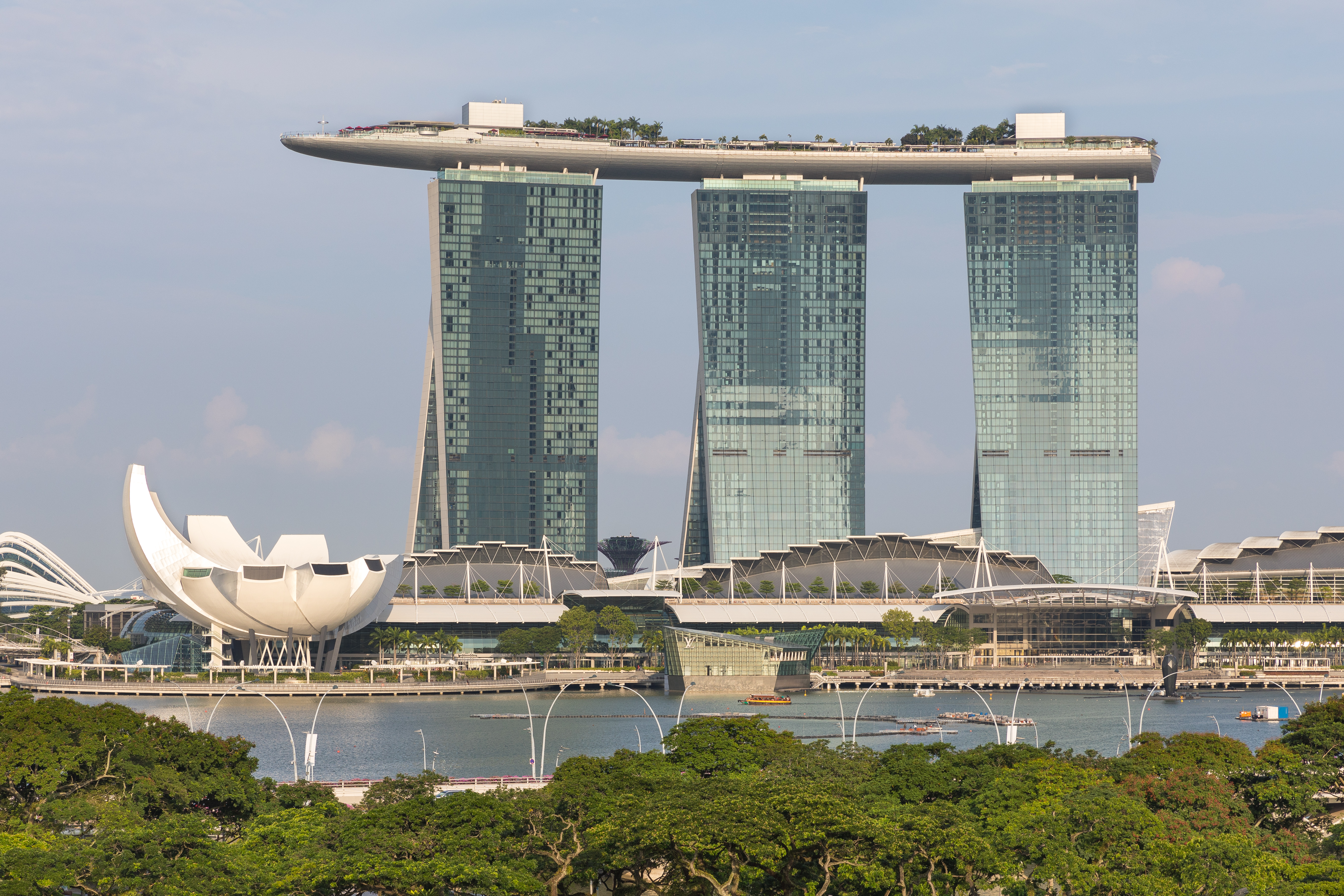
Il Marina Bay Sands e l'ArtScience Museum, dell'architetto Moshe Safdie.
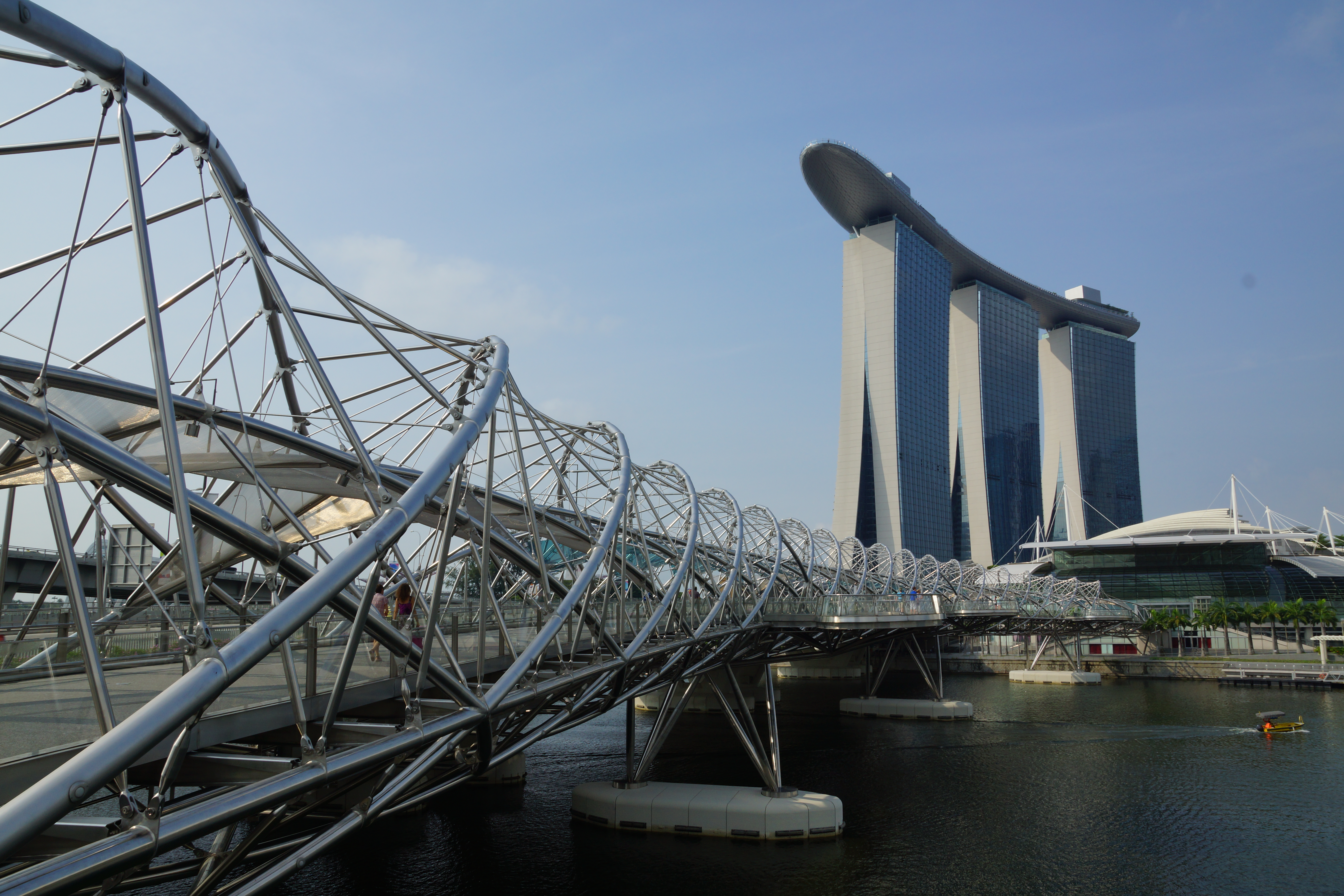
Veduta del Marina Bay Sands dall' Helix Bridge